# Wijngaardmolen
De Wijngaardmolen is een watermolen op de Herkebeek in Broekom, een deelgemeente van de Belgische gemeente Borgloon. De molen bevindt zich aan de Molenberg nabij de gemeentegrens met Heers.
In 1315 werd er voor het eerst melding gemaakt van een molen in Broekom. Destijds was de molen een goed dat behoorde tot de dotatie van de burggraaf van Borgloon die deze en andere goederen als een erfelijk leen had ontvangen van de graven van Loon. In 1367 kwam de molen in het bezit van een bastaardzoon van Jan Bolle, de heer van Rijkel.
De huidige molengebouwen dateren grotendeels uit de tweede helft van de negentiende eeuw, maar de oudste delen van het molencomplex gaan terug tot de zeventiende eeuw. Het molencomplex bestaat uit twee gebouwen die zich aan weerszijden van de straat bevinden. Het molenhuis en molenaarshuis zijn ondergebracht in een gebouw van twee bouwlagen dat wordt bedekt door een zadeldak. De linkerzijde van het dak wordt gekenmerkt door een schild, terwijl aan de rechterzijde de topgevel trapsgewijs versmald. Het gebouw is opgericht op een plint van vuursteen die dateert uit de zeventiende eeuw. Aan de linkerzijde, ter hoogte van het molenhuis, bevindt zich een getoogde poort. 
Het dienstgebouw aan de overzijde bestaat uit anderhalve bouwlaag en wordt bedekt door een zadeldak. De zijgevels worden gekenmerkt door een trapsgewijze versmalling van de topgevel.
De molen fungeert van voor 1950 al niet meer als korenmolen. De Wijngaardmolen is niet beschermd maar staat wel op de inventaris van bouwkundig erfgoed.
- Inventaris van het Bouwkundig Erfgoed (Vlaanderen): 31861